# Rua Padre João Manuel
A Rua Padre João Manuel é uma das principais vias de Cerqueira César, bairro da cidade de São Paulo. Seu nome é uma homenagem ao padre e político João Manuel de Carvalho. No seu início, na sua primeira quadra entre a Avenida Paulista e a Alameda Santos, está situado o Conjunto Nacional. Em seu término, na Rua Estados Unidos, se localiza uma das entradas do Club Athlético Paulistano.